# Autoroute A11 (Portugal)
Pour les articles homonymes, voir A11.
L'autoroute portugaise A11 appelée aussi Autoroute Apúlia/Castelões est une autoroute longue de 80 km qui relie l' A 28  au niveau d'Apúlia à l' A 4  au niveau de Castelões.
Elle permet de relier le Cávado et la côte Atlantique à la Tâmega et l'Ave.

## Tracé
- L'autoroute portugaise A11 part de l' A 28  au niveau d'Apúlia et part dans un premier temps vers l'est en direction de Barcelos et de Braga en croisant l' A 3 .
- Arrivée à Braga, elle contourne la ville par le sud-ouest avant de partir vers le sud-est en direction de Guimarães.
- Arrivée à Guimarães, elle partage un tronc commun de 9 km avec l' A 7  avant de partir plein sud en direction de l' A 4  en passant à proximité de Felgueiras et en croisant l' A 42  au niveau de Lousada.

## Péage
Cette autoroute est payante (concessionnaire: Aenor). Un trajet Apúlia-Castelões pour un véhicule léger coute 6,85 €

## Historique des tronçons
| Tronçon                    | État                                  | Longueur |
| -------------------------- | ------------------------------------- | -------- |
| Apúlia - Vila Seca         | En service (1998) (Concession: Norte) | 4 km     |
| Vila Seca - Braga          | En service (2005) (Concession: Norte) | 23,4 km  |
| Braga - Guimarães-Ouest    | En service (2003) (Concession: Norte) | 18,7 km  |
| Guimarães-Ouest - Selho () | En service (1999) (Concession: Norte) | 1,8 km   |
| Selho () - Castelões ()    | En service (2006) (Concession: Norte) | 26,1 km  |

## Trafic
| Section                    | Trafic en 2010 (véhicules/jour) |
| -------------------------- | ------------------------------- |
| Apúlia () - Vila Seca      | 11 058                          |
| Vila Seca - Barcelos       | 9 820                           |
| Barcelos -                 | 11 234                          |
| - Braga-Centre             | 10 738                          |
| Braga-Centre - Celeirós    | 25 377                          |
| Celeirós - Guimarães-Ouest | 12 449                          |
| Guimarães-Ouest - Selho () | 17 535                          |
| - Vizela                   | 7 129                           |
| Vizela - Felgueiras        | 7 513                           |
| Felgueiras - Lousada ()    | 10 856                          |
| Lousada () - Caide de Rei  | 9 701                           |
| Caide de Rei - Castelões   | 8 667                           |
| Castelões -                | 11 530                          |

## Capacité
| Section            | Capacité | Longueur |
| ------------------ | -------- | -------- |
| Apúlia - Castelões |          | 80 km    |

## Itinéraire

Carte de l'A11

| Sorties                              | Villes                                  |
| ------------------------------------ | --------------------------------------- |
| 01                                   | Apúlia Viana do Castelo A 28 Porto A 28 |
| Péage de Apúlia                      |                                         |
| 2                                    | Vila Seca                               |
| Aire de service de Barcelos (km 7)   |                                         |
| 3                                    | Barcelos                                |
| 04                                   | Ponte de Lima A 3 Porto A 3             |
| Péage de Braga-Ouest                 |                                         |
| 5                                    | Braga-Centre                            |
| 6                                    | Celeirós Braga-Est                      |
| 07                                   | IP 9                                    |
| Péage de Braga-Sud                   |                                         |
| Aire de service de Guimarães (km 40) |                                         |
| 8                                    | Guimarães-Ouest                         |
| 09                                   | Famalicão A 7                           |
| Début du tronc commun avec l'A7      |                                         |
| 10                                   | Vizela Guimarães-Sud                    |
| 11                                   | Fafe A 7                                |
| Fin du tronc commun avec l'A7        |                                         |
| 12                                   | Vizela Felgueiras                       |
| 13                                   | Felgueiras                              |
| Aire de service de Lousada (km 68)   |                                         |
| 14                                   | Lousada A 42                            |
| 15                                   | Caide de Rei                            |
| 16                                   | Castelões                               |
| Péage de Castelões                   |                                         |
| 17                                   | Amarante A 4 Porto A 4                  |